# Flotte Teens und die neue Schulmieze
Flotte Teens und die neue Schulmieze (Originaltitel: L'insegnante va in collegio) ist eine italienisch-französische Erotikkomödie des Regisseurs Mariano Laurenti aus dem Jahr 1978. Der Film erschien auch unter den Alternativtiteln Das Liebesquartett bzw. Flotte Teens und die scharfe Schulmieze.
Die Sexklamotte ist nach Die Bumsköpfe (1975) der zweite Teil einer lose miteinander verknüpften Filmreihe mit Edwige Fenech, die inhaltlich jedoch nur rudimentäre Bezüge hat.
Das Werk wurde in Deutschland als angeblicher Teil der Flotte Teens-Filmreihe vermarktet, wie im Übrigen auch weitere europäische Genreproduktionen. Der deutsche Verleih unterstützte diese „Manipulation“, veränderte den Bildschnitt und fügte Szenen aus dem Film Sonne, Sand und heiße Schenkel mit Gloria Guida ein, der Hauptdarstellerin der originalen Flotte-Teens-Filme.
Der Film wurde erstmals am 21. September 1979 in Deutschland veröffentlicht.

## Handlung
Millionär Riccardo Bolzoni wird von Unbekannten bedroht, die ihn zu entführen versuchen. Auf Anraten seines Freundes Peppino, dem Sportlehrer des hiesigen Gymnasiums, taucht er als einfacher Arbeiter getarnt im Süden des Landes unter. Das katholische Landschulheim in Bolzonis Zufluchtsstätte beherbergt indes eine größere Anzahl von Schülern, die durch das Abitur gefallen sind. Diese erhalten dort die Möglichkeit, mit einem mehrwöchigen Ferienkurs den Schulabschluss nachzuholen. Einer der besagten Schüler ist Riccardos Sohn Carlo.
Zu der Lehrerschaft um Kaplan Don Marcello, einem halbblinden Professor und einem debilen Sportlehrer gesellt sich auch noch die attraktive 26-jährige Englischlehrerin Monica Sebastiani, die Nichte des Geistlichen. Sofort beginnt ein Wettstreit um die Gunst der Pädagogin. Carlo verliebt sich in seine Lehrerin, die ihn aber zunächst kühl zurückweist. Gleichzeitig wird Monica auch von Carlos treulosen Vater Riccardo umworben.
Am Ende des Films kommt es während einer Schulaufführung zu leidenschaftlichen Liebeleien zwischen Monica und Carlo. Riccardo wird in seinem Versteck von den Banditen gefunden und entführt, während seine Ehefrau mit Peppino durchbrennt.

## Kritiken
Das Lexikon des internationalen Films schrieb, die „grob zusammengeschnittene Klamotte“ wirke wie „ein Zusammenschnitt überflüssigen Restmaterials anderer Filme.“